# 鄭弘儀
鄭弘儀  （1961年12月28日—）是台灣嘉義縣水上鄉人，為媒體工作者、節目主持人。歷來主要的電視主持作品有晚間政論節目《大話新聞》、《鄭知道了》（皆為三立電視台），以及談話節目《新聞挖挖哇》等，廣播領域則有《寶島全世界》。

## 早年
家庭、讀書與就業
出生於嘉義縣水上鄉，父母以務農為生，從小生活並不富裕。家中有七名子女，為年紀最小的老么。妻是大學同學，與鄭弘儀生有一子一女。妻子患有貝歇氏症，血小板嚴重不足，身體狀況長期不好。
高中職就讀於嘉義高工，成績並不突出。畢業之後北上臺北，第一份工作擔任送貨員，月薪新台幣6千元。後決定繼續進修升學，考取亞東工專（今亞東技術學院）製衣工程科，同時兼職打工，維持生計。亞東工專畢業後，隨即入伍服兵役。

## 媒體職涯
退伍之後，候補考進《台灣新生報》成為記者，最初負責社會新聞。一年後轉到當時剛創刊的《中時晚報》，開始接觸財經新聞。為了彌補自己的不足，常常到中央銀行的圖書館自修，學習財經術語，並將術語口語化，變成淺顯易懂的新聞稿，最終升任財經組的組長（月薪約新台幣5萬）。據傳新到職的長官，在考績上刻意壓低，讓鄭弘儀憤然離開《中晚》，轉戰電視圈至當時新創立的非凡電視台主持早晨時段的財經節目（月薪約新台幣8萬）。鄭弘儀用自己的語言和風格，再加上充實的節目內容，在冷門時段成功取得收視率的佳績，甚至累積了財經圈的一批忠實觀眾，初步奠定了他在主持方面的口碑，但後因為資深上司的刁難而離職。突然失去主持人的工作，陷入失業的窘境，此時開始參加廣播節目與電視節目。
- 1996年在李艷秋主持的《顛覆新聞》中表現良好，成為固定來賓與助理主持人；也參與李濤的《2100全民開講》節目，逐步成為電視名嘴，也得到許多新聞性節目的主持機會。
- 1998年擔任年代ERA LIFE頻道總監兼主持人（月薪約新台幣15萬）。
- 2000年主持衛視中文台《新聞e點靈》、News 98《財經起床號》（1集5000，月入新台幣20萬）。
- 2001年主持東森廣播《全民拚經濟》、中天電視《驚爆新聞眼》（1集1萬，月入新台幣40萬）。
- 2002年主持超視《新聞挖挖哇》，加上原本中天、東森廣播的節目（1集1萬，月入新台幣60萬）。
- 2002年與作家吳淡如搭擋主持《黃金七秒半》、與于美人搭擋主持《新聞挖挖哇》，成為節目主持人。因為收視率節節上升，慢慢成為著名人物。
- 2003年至2012年主持三立電視《黃金七秒半》、《大話新聞》加原本《新聞挖挖哇》，出版《鄭弘儀教你如何賺進一億元》，曾高居排行榜第一，廣告代言維持每年五支；節目主持1集新台幣5萬，月入新台幣360萬、廣告約新台幣200萬，總計年薪破新台幣5千萬。而三立《大話新聞》是最受注目的節目，最早與玉鳳一同主持，之後由他個人擔綱。
- 2012年5月31日請辭《大話新聞》，聲明是因為家庭因素而暫時休息，外界猜測這與三立電視希望進軍中國，受到中國壓力有關[3]。
- 2013年1月3日成為寶島聯播網「寶島全世界」的電台主持人，於17:00播出。
- 2013年10月21日主持高點綜合台的《新聞看透透》，於每週一至週五22:00播出。
- 2014年11月高點綜合台《新聞看透透》節目停播。
- 2018年1月22日回歸三立電視台主持三立iNEWS《鄭知道了》，於每週一至週五22:00播出。
- 2019年8月12日起，《鄭知道了》三立新聞台、三立iNEWS同步播出，於每週一至週五21:55播出。
- 2021年，鄭弘儀進軍Podcast，主持兩代溝通節目《沒大沒小喇吉歐》。
- 2023年3月16日起，暫別《鄭知道了》三立新聞台、三立iNEWS，因身體檢查出冠狀動脈硬化導致要暫別本節目，飛往美國養病生活[4][5]。
- 2024年7月7日起，每周日晚間8點在三立新聞台推出全新訪談節目《話時代人物》。

## 爭議

### 活的黑心商品
2008年4月，徐乃麟影射鄭弘儀為「活的黑心商品」，鄭弘儀控告徐乃麟涉及加重誹謗和公然污辱罪，並求償新臺幣一千萬至兩千萬元。至2008年12月，兩人庭外和解，徐乃麟公開道歉。

### 違建
2010年11月2日，時任臺北縣議員（今新北市議員）金介壽提出，鄭弘儀位於臺北縣新店市（今新北市新店區）青山鎮的豪宅蓋有違建。前一個月已經有民眾檢舉，但臺北縣政府工務局（今新北市政府工務局）卻不即報即拆臺北縣政府工務局則回應，鄭弘儀的別墅仍有擴充空間，雖未申請就施工有違建事實，但屬於「程序違法」，依規定一個月內補件重新審核即可；且經民眾檢舉後便已勒令停工，鄭弘儀於11月補送資料後，縣府已發給建照，不過由於是「先行建造」，因此開罰新臺幣2萬0971元

### 爆粗口事件
2010年11月7日，在搶救臺灣行動聯盟的省轄市（今臺中市）活動上，以不雅粗口批判馬英九及馬政府，相關言論已涉及公然侮辱。他於11月8日招開記者會澄清，說自己是「罵政策」不是「罵人」，若造成誤解，自己願鞠躬道歉。鄭弘儀強調，自己爆粗口是因為不滿馬政府「過於親中」，認為中華民國已有大批經濟弱勢的學生，政府卻每月補助中華人民共和國研究生新臺幣3萬元。行政院大陸委員會對此強烈反駁，指鄭弘儀在《大話新聞》7月5日和6日的兩天節目不斷扭曲事實和陳述如此不實描述。陸委會三度傳真至節目澄清都未獲回應，但大話節目的電視台三立回應並未收到來自陸委會的傳真或書信。簡任祕書施威全痛批鄭弘儀刻意混淆真相，但在陸委會自行公開傳真明細等之證據後，卻遭民眾發現陸委會輸入的節目傳真號碼其實有誤。立法院近來剛立法降低中國大陸學生來臺限制的門檻，但在此事件發生後，對中國大陸學生的補助便被立即取消。國立台灣大學政治系教授王業立表示，用三字經作人身攻擊，多數選民不會認同。遭指媒體人應懂得什麼叫做文化、水準和道德，「這樣辱罵國家元首，是媒體人的恥辱。」而資深媒體人王尚智則指出，鄭弘儀的粗口事件反應台灣人於兩岸政策的受利太少，馬政府對於政策走向必須再想想辦法。

### 新流感爭議
2011年1月28日,即將卸任的衛生署長楊志良在最後一場主持記者會上批評道，在新流感疫情期間造謠而使得民眾不敢施打疫苗的名嘴應該「下地獄」。國民黨立委邱毅隨即在TVBS的政論節目上表示，該下地獄的就是「三立《大話新聞》這些人」。對於政府尚無積極的對應，邱毅則表示，如果去控告這些人，反而會助長他們的聲勢。
針對抗戰勝利紀念活動的看法
2015年6月22日，在主持節目《新聞挖挖哇》時，談到紀念抗戰勝利70周年，表示爸爸讀日本小學、當日本海軍，當時算是日本人。他質疑紀念抗戰勝利的做法：「當時的中國軍隊打的是包括台灣在內的日本，與我爸爸為敵，現在你這些人來到台灣，你要慶祝它贏了，那你覺得我爸爸的心情怎麼樣」？上述內容在中國大陸天涯論壇以及微博引發討論，評論幾乎一面倒痛批鄭弘儀，有人說「主持人智商堪憂」，也有人直呼「人可以無知，但不能無恥」，還有人質問：「那你想過南京大屠殺30萬人的倖存下來的子孫後代的感受嗎？想過死在戰場上百萬將士的後代感受嗎？」

### 假發票事件
2018年3月21日，於自己主持的節目《鄭知道了》公布一個500萬的小吃店免用統一發票單據，並以曖昧、猜測的語氣，會同在場來賓誣衊台北市長柯文哲在2014年選舉時的選舉經費核銷不實。
在當天的節目中，名嘴姚立明爆料台北市長柯文哲在大選期間發票核銷不實，主持人鄭弘儀則拿出了一張自製發票，除了蓋有「小肥小吃部」店章的收據，還在品名與總額等欄目自行填寫「文宣」、「500萬元」等字樣。雖然鄭弘儀在拿出發票一分半鐘後，就坦言上頭「文宣我寫的」、「金額也是我開的」，但仍誤導不少媒體與觀眾。
事情一出，立刻在PTT引發討論，有網友大罵「這種材料都敢拿出來，名嘴被瞧不起也是剛好而已」、亦有網友質疑節目變照小吃店收據，算不算偽造文書？同時，也有網友打電話到國稅局檢舉收據上的「小肥小吃店」逃漏稅，最後國稅局也證實「檢舉有效、會予以關心」。

## 作品

### 主持

#### 廣播節目
| 時間       | 頻道     | 節目           | 備註     |
| ---------- | -------- | -------------- | -------- |
| 2013～至今 | 寶島新聲 | 《寶島全世界》 |          |
| 待查       | News 98  | 《財經起床號》 | 已不主持 |

#### 電視節目
| 時間                           | 頻道           | 節目           | 備註                             |
| 待查                           | 年代生活產經台 | 《錢線追擊》   |                                  |
| 2000年～2002年                 | 衛視中文台     | 《新聞E點靈》  | 與于美人搭檔主持                 |
| 2002年～2007年                 | 三立都會台     | 《黃金七秒半》 | 與吳淡如搭檔主持                 |
| 2002年1月7日～至今             | 超視→JET綜合台 | 《新聞挖挖哇》 | 先與于美人搭檔主持，而後獨自主持 |
| 2002年11月～2012年5月31日      | 三立新聞台     | 《大話新聞》   | 先與姜玉鳳搭檔主持，而後獨自主持 |
| 2013年1月7日～2013年10月9日    | 高點綜合台     | 《幸福照過來》 |                                  |
| 2013年10月21日～2014年11月28日 | 高點綜合台     | 《新聞看透透》 |                                  |
| 2018年1月22日～2024年1月13日   | 三立新聞台     | 《鄭知道了》   |                                  |
| 2024年7月7日～                 | 三立新聞台     | 《話時代人物》 |                                  |

#### Podcast節目
《沒大沒小喇吉歐》是促進兩代交流溝通的Podcast節目，2021年8月25日正式上線，每週一、四在各大Podcast平台播出，共同主持人為朱姐（朱璟柔）。

### 出版

#### 著作
| 年份        | 書名                                                 | 作者   | 出版社                             | ISBN            |
| ----------- | ---------------------------------------------------- | ------ | ---------------------------------- | --------------- |
| 2002年      | 《臺灣政經結構、股市制度設計與投資人互動關係之研究》 | 鄭弘儀 | 國立政治大學科技管理研究所碩士論文 |                 |
| 2003年第1版 | 《鄭弘儀教你投資致富》                               | 鄭弘儀 | 台北市：高富國際文化出版公司       | ISBN 9867806921 |
| 2005年初版  | 《鄭弘儀看見未來：教你全方位成功致富》               | 鄭弘儀 | 台北市：布克文化出版公司           | ISBN 9868113954 |

### 廣告代言
- 台灣糖業公司「台糖蜆精」
- 歌林公司「歌林冷氣機」滴水罰款篇、颱風篇、猛男篇
- 台灣三花棉製業公司「三花無痕跡棉襪」
- 佳格食品「桂格大燕麥片」、「桂格健康三益葵花油」
- 佳乳食品「福樂一番鮮鮮乳」
- 聯邦建設「瓏山林長堤」（新北市汐止區建案）
- 皇龍建設「林森綠園」（台南市東區建案）
- 花旗（台灣）商業銀行財富管理銀行
- 起亞汽車商用車種
- 哈佛健診
- 飛利浦省電燈泡
- 芊梁有限公司「1/3 A Life」記憶床墊
- 妙煮婦洗衣槽清潔錠

## 軼事
- 鄭弘儀主持節目的經驗豐富，因此被很多不同的媒體人專稱其為「鄭大哥」或是「弘儀哥」。

## 外部連結
- 鄭弘儀的Facebook專頁
- YouTube上的寶島全世界-鄭弘儀頻道